# Кино (группа)
«Кино́» (раннее название — «Га́рин и гиперболо́иды») — одна из самых популярных советских рок-групп 1980-х годов, входившая в состав ленинградского рок-клуба. Лидером группы и автором текстов песен и музыки, исполняемых ею на концертах, неизменно оставался Виктор Цой, после смерти которого (в 1990 году) коллектив, выпустивший, в общей сложности, за 9 лет в студийных альбомах более 100 песен, несколько сборников и концертных записей, а также большое количество неофициальных бутлегов, надолго прекратил существование. В 2012 году несколько участников коллектива записали студийную версию песни «Атаман», используя старые сохранившиеся записи с вокалом Виктора Цоя, а в 2020 году произошло воссоединение коллектива на постоянной основе: началась подготовка к концертам, несколько из которых были проведены в 2021 году (инструментальные партии исполнялись музыкантами вживую, а для вокала Виктора Цоя была использована фонограмма). На 2022—2023 годы был запланирован большой гастрольный тур группы по городам России и республикам бывшего Советского Союза.
Стилистически группа ушла от многих традиционных элементов русского рока, в частности, вместо обычных ударных установок нередко использовались разнообразные программируемые эффекты, создаваемые посредством драм-машин, что порой придавало звучанию «налёт дискотечности» или «попсовости». Тематическая составляющая лирики группы на раннем этапе её творчества отражает подростковую обыденность и драматические переживания по поводу любви, благодаря чему музыканты были удостоены звания «новые романтики»; в более же поздних текстах героика и протест сочетаются с трагичностью мироощущения.
Популярность группы «Кино» с годами постоянно росла, и если вначале музыканты играли лишь на квартирниках и подвергались жёсткой критике как со стороны официальной, так и подпольной прессы, то в конце десятилетия их пластинки уже были распространены миллионными тиражами, а на концерты собирались целые стадионы поклонников. Группа породила так называемый феномен «киномании», усилившийся после трагической гибели Виктора Цоя и существующий по сей день: место работы музыканта стало объектом «паломничества» многочисленных фанатов со всех стран постсоветского пространства; в Кривоарбатском переулке (Москва) появилась так называемая «стена Цоя», которую поклонники исписали цитатами из его песен и признаниями в любви к творчеству группы. «Кино» часто находит отражение в массовой культуре, а оставленное ими наследие высоко оценивают сегодняшние обозреватели и музыковеды.

## История

### Возникновение коллектива

Алексей Рыбин и Виктор Цой выступают на сцене в образе «новых романтиков», 1982 год

Группа «Кино» образовалась из участников двух ленинградских бит-групп — «Палата № 6» и «Пилигрим»; в первой на бас-гитаре играл Виктор Цой, а во второй состояли гитарист Алексей Рыбин и барабанщик Олег Валинский. Кроме того, Цой несколько раз выступал на концертах группы «Автоматические удовлетворители» Андрея Панова, а Рыбин некоторое время репетировал с «Абзацем». Летом 1981 года трое друзей самостоятельно поехали отдыхать в Крым, где в селе Морское пришли к решению о создании собственной общей группы под названием «Гарин и гиперболоиды» (по аналогии с фантастическим романом Алексея Толстого «Гиперболоид инженера Гарина»). Как впоследствии вспоминал Алексей Рыбин, название было также навеяно тем, что западные рок-группы, которые музыканты в то время постоянно слушали, часто имели в своих названиях два или три слова. Вернувшись в Ленинград, они приступили к репетициям накопленного Цоем материала, однако Валинский почти сразу же был призван в армию и в связи с этим покинул коллектив. Осенью 1981 года музыканты вступили в «Ленинградский рок-клуб» и ближе познакомились с влиятельным представителем рок-андерграунда Борисом Гребенщиковым, которому настолько понравилось творчество молодой группы, что он предложил им совместно поработать в студии. В начале 1982 года название коллектива сменилось на «Кино».
Смысл названия заключается в нём самом — оно краткое, ёмкое, а также «синтетическое», то есть искусственное. Когда придумывали название, главными условиями выбора были наличие не более двух слогов, распространённость и лёгкое произношение. Эти условия появились из-за того, что первое название группы — «Гарин и гиперболоиды» — было слишком длинным. Слово «кино» же, помимо краткости, понравилось Виктору Цою своей искусственностью, сродни песне «Алюминиевые огурцы», написанной им в 1981 году под впечатлением от сельскохозяйственных работ, на которые музыканта отправили во время обучения в училище. В песне есть такие «искусственные» слова, как «кнопки», «скрепки», «клёпки», «дырки», «булки», «вилки» и т. п. Цой и Рыбин обсуждали название на квартире у Геннадия Зайцева вместе с Борисом Гребенщиковым и другими участниками группы «Аквариум». Шла подготовка к записи первого альбома, и требовалось простое название из одного слова, которое можно было бы поместить на обложку. Присутствовавшие на собрании музыканты перебрали множество вариантов, но к окончательному решению так и не пришли, и уже на обратном пути домой, направляясь к станции метро «Технологический институт», друзья обратили внимание на светящуюся вывеску кинотеатра «Космонавт». Слово «кино», светящееся на вывеске, показалось им вполне подходящим, хотя и было отброшено среди прочих ещё полчаса назад. Можно сказать, что музыканты уже устали мучиться проблемой выбора и остановились на этом варианте.
Дебютный альбом записывался в Доме пионеров Красногвардейского района, впоследствии — студии «АнТроп», собранной Андреем Тропилло из списанного оборудования различных организаций. На одном из квартирников Тропилло уже имел возможность наблюдать Цоя и Рыбина, поэтому сразу же после сведения аквариумовского «Треугольника», следуя рекомендации Гребенщикова, пригласил к себе музыкантов и приступил к работе над записью имевшегося у них материала. Так как группа «Кино» на тот момент состояла всего из двух человек, Гребенщиков попросил помочь своих коллег по «Аквариуму» — Всеволода Гаккеля (виолончель), Андрея Романова (флейта) и Михаила Файнштейна-Васильева (бас-гитара). В связи с отсутствием барабанщика было решено использовать драм-машину, советский ритм-бокс «Электроника». Получившийся магнитоальбом содержал 13 песен, а назван был по запланированной общей продолжительности в минутах — «45». В среде музыкальных критиков альбом остался почти незамеченным, но поспособствовал популярности группы, в том числе за пределами Ленинграда. Цой впоследствии отмечал, что «запись вышла довольно-таки сырой, и выпускать её не следовало».

### Уход Рыбина из группы
В конце 1982 года в студии Малого драматического театра музыканты предприняли попытку записи второго альбома при участии барабанщика Валерия Кириллова (будущий член «Зоопарка») и звукорежиссёра Андрея Кускова, однако в процессе Цою разонравился звук ударных инструментов и он решил прекратить запись. Впоследствии некоторые фрагменты этой плёнки были включены в издание под названием «Неизвестные песни Виктора Цоя» и выпущены в 1992 году на CD-носителе. Зимой 1983 года группа дала несколько концертов в Ленинграде и в Москве, причём на некоторых выступлениях «Кино» сопровождал барабанщик «Аквариума» Пётр Трощенков. Рыбин стал приводить на репетиции басиста Максима Колосова, а позднее — гитариста Юрия Каспаряна. По словам Гребенщикова, Каспарян не очень хорошо играл на гитаре, но быстро прогрессировал и в итоге стал вторым по значимости участником «Кино». Об этом в 1988 году писал и журналист Евгений Додолев: «Первый же выбранный Цоем кандидат — гитарист Юрий Каспарян — вызвал в среде коллег-музыкантов недоумение: „он совсем играть не умеет“. Однако время расставило всё и всех по местам… искушённые мэтры, без энтузиазма встретившие Каспаряна, виновато разводят руками — ну кто бы мог подумать, что у Цоя такая интуиция». С Колосовым и Каспаряном прошёл второй концерт на сцене «Ленинградского рок-клуба». Публика встретила выступающих с лёгким недоумением, так как программа «Кино» нуждалась в существенной доработке.
Обязанности между Цоем и Рыбиным чётко распределились: первый отвечал за творческую составляющую — написание текстов и музыки — второй же выполнял всю административную работу, организовывал концерты, репетиции и сессии записи. В марте 1983 года между ними разразился серьёзный конфликт, ставший итогом многочисленных разногласий. Цоя, в частности, раздражало, что Рыбин на стороне исполняет его песни, а своих не пишет, в то время как Рыбину не нравилось безоговорочное лидерство Цоя в принятии всех решений. В конечном счёте, они просто перестали созваниваться и с тех пор никогда больше не виделись. После распада группы Рыбин, по приглашению Сергея Рыженко, уехал в Москву играть с панк-командой «Футбол», а Цой, за неимением состава, на некоторое время прекратил музыкальную деятельность, из-за чего ему пришлось пропустить I фестиваль «рок-клуба».
Единственным аудиодокументом того периода стал бутлег под названием «46» — демонстрационные версии новых песен Цоя, записанные в домашней портастудии Алексея Вишни, молодого звукорежиссёра, обучившегося этому мастерству у Тропилло и Гребенщикова. Песни продолжили линию городской романтики, но, вместе с тем, материал вышел более мрачным и холодным. Цой воспринимал «Сорок шесть» только лишь как репетиционную ленту, созданную для тренировки навыков Каспаряна, однако Вишня без ведома музыкантов пустил запись в народ, и многие восприняли её как второй номерной альбом группы «Кино», несмотря на то, что самой группой её легитимность никогда не признавалась.

### Закрепление на сцене
В начале 1984 года Цой и Каспарян приступили к записи настоящего второго альбома; роль продюсера снова исполнил Борис Гребенщиков, позвав на запись многих своих знакомых — Александра Титова (бас-гитара), Сергея Курёхина (клавиши), Петра Трощенкова (ударные), Всеволода Гаккеля (виолончель), Игоря Бутмана (саксофон) и Андрея Радченко (барабаны). Сам Гребенщиков подыгрывал на небольшом клавишном инструменте «Кассиотон». Запись была произведена в студии Андрея Тропилло и выпущена под названием «Начальник Камчатки» («Камчаткой» именовалась котельная, в которой Цой позже работал кочегаром). На обложке, в числе прочих музыкантов, изображён Георгий «Густав» Гурьянов, хотя он влился в состав лишь в самом конце рабочего процесса, поучаствовав в записи только одной песни. Определяющим стилем альбома стал минимализм, проявившийся и в лаконизме аранжировок, и в техническом оснащении, когда, к примеру, обработка звука гитары Каспаряна осуществлялась не через овердрайв, а при помощи советского магнитофона «Нота», выполнявшего в тот момент функции фузз-эффекта. Подпольная рок-пресса, отметив в альбоме с полдесятка беспроигрышных хитов («Троллейбус», «Последний герой», «Генерал», «Камчатка», «Транквилизатор»), всё-таки съязвила на тему «атмосферы какого-то занудства». «Альбом был электрическим и несколько экспериментальным в области звука и формы. Не могу сказать, что по звуку и стилевой направленности он получился таким, каким бы мы его хотели видеть, но, с точки зрения эксперимента, это выглядело интересно», — отмечал в интервью лидер коллектива.
По окончании работы над альбомом сформировался «электрический» состав «Кино», в который, кроме Цоя, вошли Каспарян (соло-гитара), Титов (бас-гитара) и Гурьянов (ударные), и с мая 1984 года начали активно репетировать новую концертную программу. Тогда же музыканты выступили на II фестивале «Ленинградского рок-клуба», где произвели настоящую сенсацию, став его лауреатами и самым ярким открытием: в частности, лучшей песней мероприятия была признана их «Я объявляю свой дом». С тех пор группа получила некоторую известность и стала регулярно гастролировать по другим городам Советского Союза. Летом состоялось совместное выступление «Кино» с группами «Аквариум», «Звуки Му» и «Браво», проходившее в подмосковном посёлке Николина Гора под пристальным наблюдением сил государственной безопасности и также отмеченное критиками как успешное.

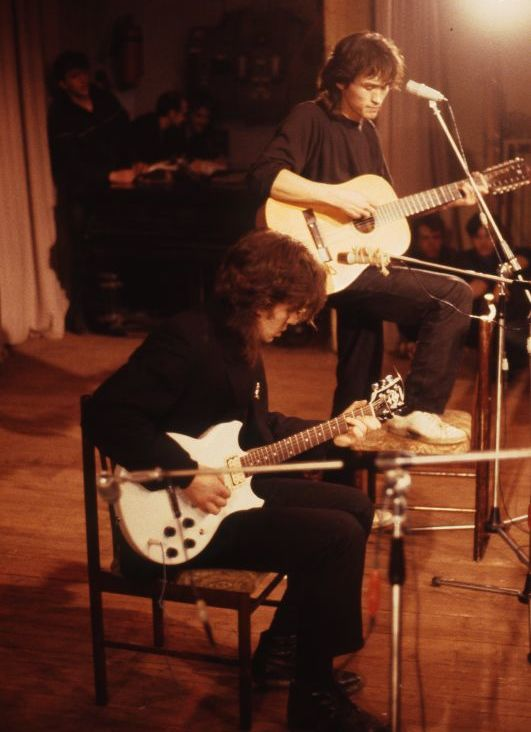
Юрий Каспарян и Виктор Цой на концерте в Ленинграде, 1986 год

В начале 1985 года коллектив предпринял попытку записи ещё одного альбома, но Цою не понравилось излишнее вмешательство Тропилло, который постоянно пытался влиять на его творчество, поэтому тот проект оставили незаконченным, а запись произвели дома у Алексея Вишни с тремя гитарами и ритм-компьютером. Как отмечал журналист Андрей Бурлака, аудиокассета под названием «Это не любовь» получилась самым позитивным альбомом за всю историю «Кино».
Александр Титов, одновременно с участием в деятельности группы, был членом «Аквариума», и с каждым днём ему становилось всё труднее совмещать работу в двух группах, поэтому в ноябре 1985 года он принял решение покинуть «Кино» в пользу ансамбля Бориса Гребенщикова. На его место взяли джазового гитариста Игоря Тихомирова (экс-«Джунгли»). Таким образом, сформировался классический состав группы, просуществовавший до самого её конца.
В январе 1986 года Андрей Тропилло всё-таки выпустил запись, произведённую у него в студии несколькими месяцами ранее. Альбом под названием «Ночь» стал первым официальным релизом «Кино», изданным московской фирмой «Мелодия». Пластинка, по некоторым данным, разошлась двухмиллионным тиражом, сделав группу знаменитой далеко за пределами рок-сообщества. Тем не менее сами музыканты крайне негативно восприняли выпуск этого альбома, с продаж которого не получили ни копейки; нелестно отозвалась об альбоме и подпольная рок-пресса.
В конце февраля 1986 года группа начала работать над новым альбомом в студии Алексея Вишни; велась работа над песнями романтической направленности, которые группа решила не исполнять на концертах — «Рядом со мной», «Братская любовь», «Ты обвела меня вокруг пальца» и т. д. Рабочие сессии, однако, не дали нужного результата, и запись (впоследствии известная как «Любовь — это не шутка») отправилась в архив. Этому решению также поспособствовал подарок группе от Джоанны Стингрей в виде 4-канальной портастудии «Yamaha MT-44», открывавший ранее недоступные возможности студийной работы.
Летом музыканты съездили в Киев на съёмки фильма Сергея Лысенко «Конец каникул», в котором прозвучало четыре песни группы, и дали концерт в киевском Доме учёных. В июле, совместно с «Аквариумом» и «Алисой», они дали концерт в московском дворце культуры МИИТ, после чего с этими же группами был выпущен общий сплит-сборник под названием «Red Wave» («Красная волна»). Этот альбом, вывезенный из СССР контрабандой и распространившийся в Калифорнии количеством в 10 000 экземпляров, стал первым релизом советской рок-музыки на Западе. В 1987 году, по итогам опроса журнала «РИО», группа «Кино» было признана лучшей группой года, а их песня «Следи за собой» была названа песней года.
В период с 1986 по 1988 года Виктор Цой активно снимался в кино: сначала в «Ассе» (1987) Сергея Соловьёва, потом в «Игле» (1988) Рашида Нугманова. Он постоянно пропадал на съёмках, надолго уезжая в Казахстан, и группа из-за этого часто простаивала. Юрий Каспарян, например, благодаря изобилию свободного времени успел порепетировать с Максимом Пашковым, а позднее принял участие в записи дебютного альбома группы «Петля Нестерова». Цой же, находясь «в степях», продолжал сочинять песни и в 1987 году выгадал время для записи альбома «Группа крови», большинством критиков считающегося наиболее цельной и зрелой работой «Кино». Запись производилась дома у Георгия Гурьянова в Купчино, и, по сравнению с ранними этапами творчества, группа в этот раз обладала хорошим техническим оснащением, позволившим сделать запись на уровне европейских и американских исполнителей. Каспарян был в то время женат на американке Джоанне Стингрей, привозившей из-за границы качественное оборудование — в частности, у них имелась драм-машина Yamaha RX-11, что позволяло легко редактировать не только ритмический рисунок, но также тембры и громкость. Александр Житинский назвал «Группу крови» одним из лучших альбомов отечественного рока, отметив, что «он поднимает русский рок на новую ступень, ступень мужественной гражданской ответственности». Альбом сделал группу популярной и на Западе — так, крайне положительно о нём отозвался Роберт Кристгау, обозреватель газеты Village Voice.
Кроме того, во время отъезда Цоя на съёмки фильма «Игла», в 1987 музыканты группы Георгий Гурьянов, Юрий Каспарян и Андрей Крисанов совместно с дуэтом «Новые композиторы» записали сайд-проект — инструментальный альбом «Start», изданный лишь в 2015 году.
Группа появилась на центральном телевидении с концертом в передаче «Музыкальный ринг», а в 1988 году на экраны кинотеатров вышел фильм «Асса», в последних сценах которого группа «Кино», выступая перед огромной аудиторией, исполняет песню «Хочу перемен!». Это вызвало эффект, близкий к культурному шоку, и стало одной из причин «киномании», охватившей всю страну. Мироощущение романтического героя песен Цоя оказалось очень созвучно настроениям молодых слушателей поколения 1980-х годов.

### Пик популярности

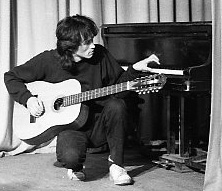
Виктор Цой настраивает гитару для акустического концерта, 1986 год

Обретя популярность, группа стала получать приглашения из разных социалистических республик и даже из некоторых стран дальнего зарубежья. В рамках движения «Next Stop» состоялся благотворительный концерт в Дании, доход от которого шёл пострадавшим от землетрясения в Армении, был дан концерт на крупнейшем французском рок-фестивале в Бурже, а также на советско-итальянском фестивале «Back in the USSR („Назад в СССР“)» в Мельпиньяно. В это же время у «Кино» появился профессиональный менеджер Юрий Белишкин (ранее всеми делами заведовала жена Цоя Марианна). В 1989 году музыканты поехали в Нью-Йорк, где состоялся премьерный показ фильма «Игла» и был сыгран небольшой концерт. После этого группа получила предложение записать сборник лучших песен который будет сводиться во Франции, музыканты собрались в Москве на студии Валерия Леонтьева, после записи кассета была отправлена в Париж, где происходил процесс сведения сборника «Последний герой», который представляет собой, по сути, сборник старых песен, перезаписанных в хорошем качестве. Запись и выпуск пластинки профинансировал французский дипломат Жоэль Бастенер, ценитель русской культуры, широко известный в узком кругу московской богемы. Существует распространённый миф, что сборник был записан группой в Париже, но на самом деле он был записан в Москве. Итоговый вариант сборника группа услышала в конце весны 1989 года в ходе поездки во Францию. 16 ноября, во время выступления группы на мемориальном концерте Александра Башлачёва во Дворце спорта «Лужники», зрители, после того как музыкантам отключили звук, полностью смели стулья в партере и не желали расходиться. 20 ноября состоялся ещё один концерт памяти Башлачёва, на котором впервые в СССР из партера были убраны стулья и поднята сцена, как это принято на концертах западной рок-музыки. Выступление Цоя, однако, было прервано, когда пустили фонограмму песни Башлачёва «Время колокольчиков», которой должен был завершиться концерт, после чего зрителям было велено покинуть зал. Они стали бурно выражать своё недовольство, но лидер группы «Кино» вновь появился на сцене и успокоил толпу. В результате группе на некоторое время запретили играть в Москве.
В 1989 году на прилавках появился альбом «Звезда по имени Солнце». Черновые наброски к нему составлялись ещё весной 1988 года, а сама запись была произведена в конце декабря в московской студии, принадлежавшей Валерию Леонтьеву. Группа поучаствовала в популярной телепрограмме «Взгляд» и предприняла попытку записи нескольких видеоклипов (на песни «Видели ночь», «В наших глазах», «Группа крови», «Дальше действовать будем мы» и «Звезда по имени Солнце»). Виктор Цой впоследствии жаловался на неприемлемые условия, в которых им приходилось сниматься; тем не менее клипы получились довольно неплохими и попали в ротацию ведущих телеканалов страны. Кроме того, музыканты вынашивали идею о создании отдельного поп-коллектива, который мог бы исполнять накопившиеся «лёгкие» песни:

У Виктора был запас таких любимых песен, которые по каким-то причинам не входили в альбомы. Тогда он носился с мыслью создать коллектив из молодых людей, которые исполняли бы эти песни. Мы находились в плену своего героического пафоса, и петь о любви нам казалось как-то не по рангу. А песни были неплохие: «Разреши мне», «Братская любовь», «Малыш», «Когда твоя девушка больна». Это был целый новый стиль. Грандиозный самостоятельный коллектив мог бы существовать, и даже были наработки. Мы искали какого-нибудь симпатичного парня и мечтали создать бойз-бэнд. Если бы всё это получилось, мы могли бы делать концерты из двух отделений — сперва они, а потом мы. Много было мыслей в этом направлении.— Юрий Каспарян
В декабре 1989 года, вместо Белишкина, продюсером стал недавно освободившийся после отбывания наказания Юрий Айзеншпис; весной группа отправилась в Токио, где был заключён договор по раскрутке в Японии.
В начале июня 1990 года группа приняла участие в фестивале «МузЭко-90» в Донецке, а 24 июня 1990 года музыканты отыграли 45-минутный сет на Большой спортивной арене «Лужники» в завершение ежегодного праздника газеты «Московский Комсомолец», что было последним появлением Виктора Цоя на сцене. Организаторы устроили грандиозный салют, в рамках шоу зажгли Олимпийский огонь, который до этого зажигался лишь четыре раза (Олимпиада в Москве в 1980 году, Всемирный фестиваль молодёжи и студентов в 1985 году, Игры доброй воли в 1986 году, Московский международный фестиваль мира в 1989 году).

### Последний альбом

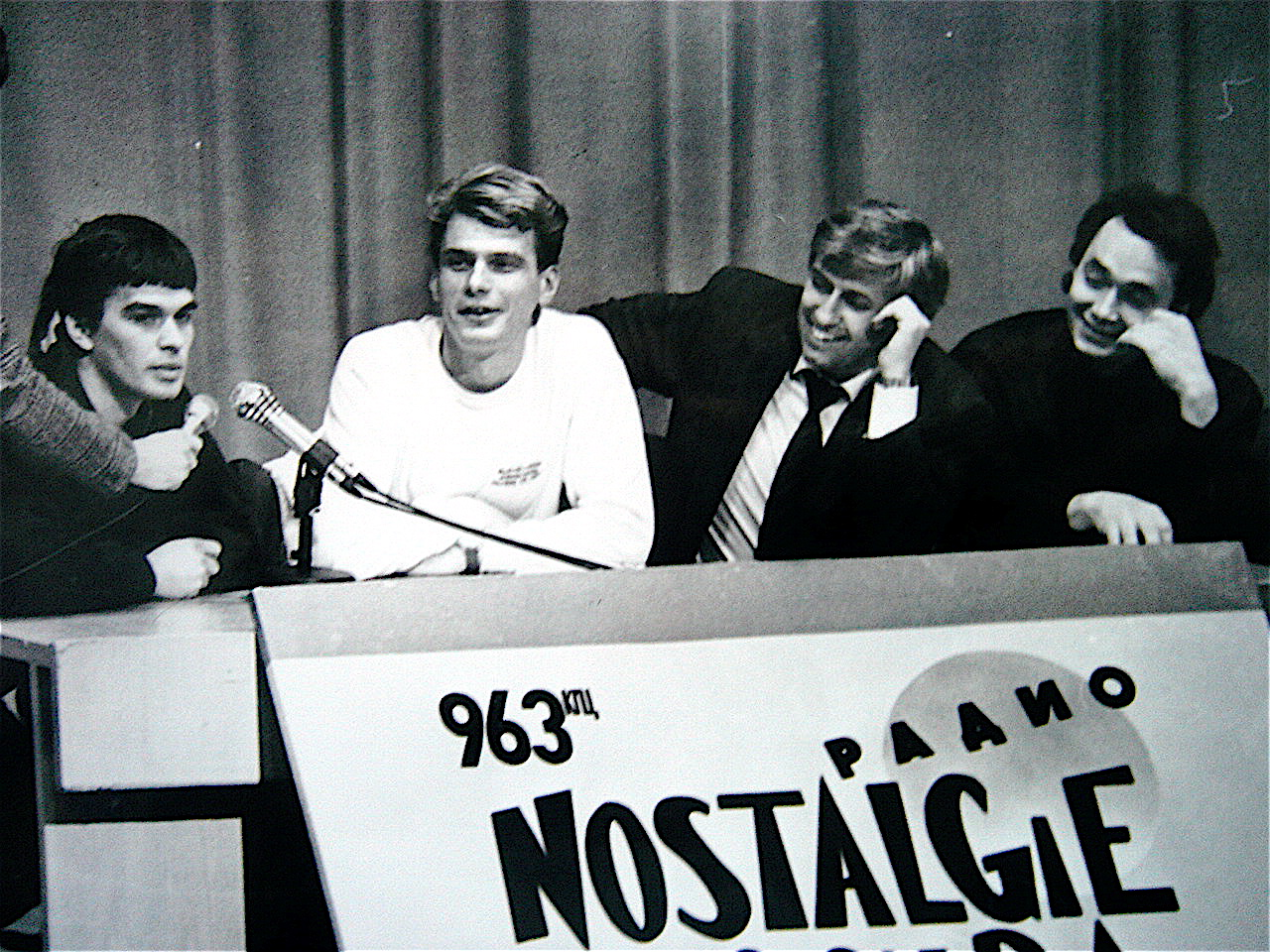
Музыканты группы «Кино», журналист Евгений Додолев и продюсер Юрий Айзеншпис на презентации «Чёрного альбома» в МДМ. Москва, 12 января 1991 года

В июне 1990 года, окончив тяжёлый гастрольный сезон, музыканты хотели записывать новый альбом, сведение которого планировалось во Франции, но перед этим решили взять небольшие каникулы и разъехались отдыхать. В полной мере планам не суждено было осуществиться, поскольку 15 августа, возвращаясь с рыбалки, Виктор Цой погиб в автокатастрофе на 35-м километре старого шоссе «Слока—Талси», в нескольких десятках километров от Риги. Смерть музыканта стала потрясением для всей советской общественности; среди фанатов было зафиксировано несколько случаев самоубийств, на Богословском кладбище, где музыкант был похоронен, образовался целый палаточный городок, просуществовавший несколько месяцев.
К этому моменту полностью была готова только песня «Красно-жёлтые дни»; ещё несколько песен сохранились в черновых вариантах с акустической гитарой Цоя и частично сделанными инструментальными партиями. Осенью в студии ВПТО «Видеофильм» Каспарян, Тихомиров и Гурьянов дописали аранжировки для имевшихся четырёхканальных записей и завершили альбом, получивший в народе название «Чёрный» (за полностью чёрный цвет обложки).
В декабре состоялось первое прослушивание в «Ленинградском рок-клубе», а в январе 1991 года в Московском дворце молодёжи были проведены презентация и телевизионная («Первый канал», телекомпания «ВИD») пресс-конференция, приуроченная к выходу «Чёрного альбома». На вопросы журналистов отвечали музыканты группы «Кино» и другие приближённые к Виктору Цою люди — Юрий Каспарян, Георгий Гурьянов, Игорь Тихомиров, Рашид Нугманов, Марианна Цой, Артемий Троицкий, Сергей Бугаев и Юрий Айзеншпис. После этого группа «Кино» надолго прекратила своё существование.

### Во время распада
Предположительно, в 1988 году Виктор Цой написал стихи «Дети минут», текст песни был передан другу Цоя Александру Липницкому. По утверждению Липницкого, Цой решил не выпускать песню, чтобы не обидеть своих товарищей-музыкантов из-за отсылок, которыми наполнены стихи. 20 июня 1992 года песня на эти стихи была впервые исполнена Алексеем Рыбиным (одним из основателей «Кино») и группой «Атас» на концерте, посвящённом памяти Виктора Цоя, но не получила широкой известности. К двадцатилетию со дня смерти Цоя Рашид Нугманов задумал снять «ремикс» своего фильма «Игла» 1988 года, главную роль в котором исполнил Цой. Узнав об этом, Липницкий передал режиссёру копию текста. Нугманов, в свою очередь, обратился к Вячеславу Бутусову, основателю групп «Наутилус Помпилиус» и «Ю-Питер». Тот написал музыку, а гитарные партии исполнил Юрий Каспарян, гитарист «Кино» и «Ю-Питера». Нугманов также выступил режиссёром клипа на песню «Дети минут», который был впервые показан на фестивале «Рок над Волгой» 12 июня 2010 года.
Георгий Гурьянов буквально сразу же завершил музыкальную карьеру и посвятил себя живописи. 20 июля 2013 года он скончался. Игорь Тихомиров некоторое время руководил клубом «Полигон», играя вместе с Александром Ляпиным, после чего летом 1995 года перешёл в «ДДТ». Юрий Каспарян, после долгого периода молчания, записал инструментальный альбом «Драконовы ключи» (1996), несколько раз аккомпанировал Сергею Курёхину, а в октябре 2001 года, совместно с Вячеславом Бутусовым (экс-«Наутилус Помпилиус») и Олегом Сакмаровым (экс-«Аквариум»), основал группу «Ю-Питер», в концертный репертуар которой вошли многие хиты «Кино». В том же году Бутусов с Тихомировым и Каспаряном записали проект под названием «Звёздный падл». Все тексты для песен альбома написал именитый поэт Евгений Головин; тем не менее большинство обозревателей подвергли этот диск критике за неоправданную эксплуатацию слова «Кино», написанного на обложке жирными буквами.
Некоторое время ходили слухи о возрождении группы «Кино» с новым вокалистом Бекханом Барахоевым: он спел с Каспаряном и Тихомировым на двух юбилейных концертах, принял участие в нескольких студийных записях. В итоге, однако, этот проект не состоялся — певец продолжил выступать со своим собственным коллективом «Бекхан».
В 2008 году вышел трёхсерийный документальный фильм о группе «Кино» Александра Липницкого под названием «Еловая субмарина. Виктор Цой. Дети минут».
В 2010 году, в рамках концерта «20 лет без Кино», впервые прозвучали симфонические инструментальные версии песен группы, оркестровки сделал Игорь Вдовин. Затем два года продолжалась работа над полноценной концертной программой; на этом этапе к проекту подключился гитарист «Кино» Георгий Каспарян, продюсером проекта выступил сын Виктор Цоя — Александр Цой, а барабанщиком — Олег Шунцов, в 2020 году вошедший в состав группы как сессионный музыкант. Проект «Симфоническое Кино» был представлен 21 июня 2012 года, к 50-летию со дня рождения Виктора Цоя. В 2017 году был издан дебютный концертный альбом проекта «СимфониК», представляющий собой запись выступления 2015 года в БКЗ «Октябрьский» г. Санкт-Петербурга. Дизайн обложки альбома успел создать сессионный гитарист «Кино» второй половины 1980-х Андрей Крисанов, умерший в 2018 году от онкологического заболевания. 18 декабря 2020 года вышел фильм-концерт «Симфонического Кино» в рамках проекта «Музыкальная гостиная» Газпромбанка.
В 2019 году сооснователь и гитарист группы в 1981—1983 годах Алексей Рыбин, используя изначальное название «Кино», собрал коллектив «Гарин и Гиперболоиды». Основу репертуара новой команды составляют кавер-версии песен Виктора Цоя и Майка Науменко, причём Рыбин использует лишь те песни «Кино», к которым имеет историческое отношение. В 2021 году «Гарин и Гиперболоиды» Алексея Рыбина выпустили дебютный альбом «Экстрада», в который вошло 5 кавер-версии песен «Кино» — «Бездельник», «Битник», «Генерал», «Мне не нравится город Москва» и «Просто хочешь ты знать».

### С 2019 года

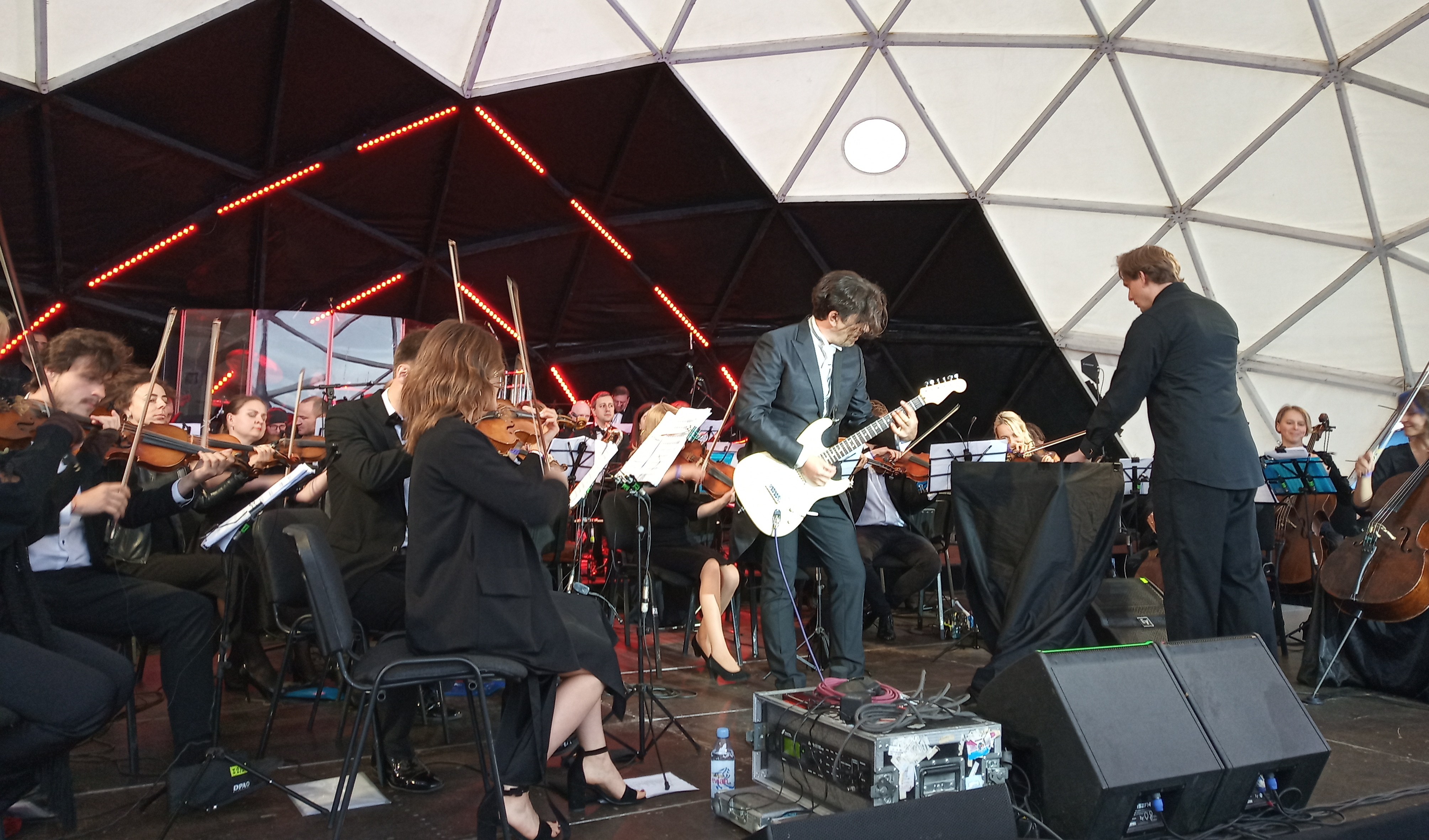
Концерт проекта «Симфоническое кино» в Санкт-Петербурге. Музыка группы «Кино» звучит в исполнении симфонического оркестра, гитарные партии же исполняет Юрий Каспарян. 2019 год

В 2019 году сын Виктора Цоя Александр Цой предложил проводить концерты группы, в которых использовался бы вокал Виктора Цоя из старых песен, но при этом исполнялась бы живая музыка бывших участников группы вместе со специально разработанным видеорядом. Предполагалось, что на сцену выйдут музыканты «Кино» — Тихомиров, Титов и Каспарян, барабанные партии должен был исполнить Олег Шунцов (участник проекта «Симфоническое Кино»), на акустической гитаре — Дмитрий Кежватов из группы «Тараканы!». Концерты должны были состояться 31 октября (Петербург) и 21 ноября (Москва) 2020 года. Из-за ограничений, вызванных пандемией COVID-19, они были перенесены на 2021 год.
1 июля 2020 года Юрий Каспарян представил свой инструментальный проект «YK», в состав которого также вошёл сессионный барабанщик «Кино» Олег Шунцов. В начале осени вышел первый сингл проекта, а 22 декабря 2020 года состоялся первый онлайн-концерт «YK». В основу программы легли две пьесы барабанщика «Кино» Георгия Гурьянова — «Доктор Мабузе» («Dr. Mabuze» из альбома «Start» (1987) группы «Новые композиторы») и «Рига», тема из фильма «Игла» (1988), а также новые композиции Каспаряна.
14—16 мая 2021 года в московской «ЦСКА Арене» прошли первые концерты новой группы, в 2022 году выступление получило премию «Чартова дюжина» «Нашего радио» как лучший концерт года. 30 марта 2023 года группа выпустила концертное видео этого выступления — «Кино 2021 Live — Концерт в ЦСКА Арене 15.05.2021».
20 октября 2020 года был выпущен клип на песню «Попробуй спеть вместе со мной», в который вошли кадры короткометражного фильма Сергея Лысенко «Конец каникул» (1986), ставшего первой картиной с участием группы.
1 марта 2021 года вышел концертный альбом «Кино В Дании. Христания. Фестиваль „Next Stop Sovjet“. 14.01.1989» с аудиозаписью выступления группы 1989 года в Дании.
15 марта 2021 года состоялся выход нового концертного альбома группы под названием «Кино в Севкабеле», на котором участники новой группы исполнили множество хитов в «тяжёлом» звучании.
В 2022 году началась подготовка второй части трибьюта «Выход Дракона» памяти Рикошета и группе «Объект насмешек». Музыканты группы «Кино» и бывший участник «Объекта насмешек» Евгений Фёдоров записали новую версию песни «Любовь к оружию» из альбома «Жизнь настоящих ковбоев» (1988).
В ноябре 2022 года группа сообщила о выходе альбома, в который вошли все студийные записи в современном звучании за прошедшие десять лет. Релиз альбома, получившего название «12 22», состоялся 22 декабря. Релиз был заявлен как студийный альбом, однако критик Алексей Мажаев в рецензии отметил: «Это сборник, который сам собой сложился за последние десять лет. На этом сборнике „Кино“ звучит так, как должно звучать в 2023 году», газета «Московский комсомолец» в своей рецензии также отметила: «Трек-лист у „12_22“ не очень похож на сборник мечты. Здесь нет „Группы крови“, „Звезды по имени Солнце“, „Пачки сигарет“ и прочих чемпионов караоке».
Перед выходом альбома-сборника 20 октября 2022 года был представлен клип на песню «Закрой за мной дверь», в который, как и в «Попробуй спеть вместе со мной» (2020), вошли кадры фильма «Конец каникул».
В марте 2024 года группа выпустила заново перезаписанную версию альбома «Это не любовь» (1985), продюсер группы Александр Цой отметил: «Качество записи в начале 1980-х не позволило полностью оценить эти песни: вроде бы все инструменты слышно, но цельной картинки нет. Спустя 40 лет эта музыка получает тот звук, которого она заслуживает». 16 апреля 2025 года группа представила анимационный клип на песню «Звезда» из «Чёрного альбома» (1990).

### Авторские права
После смерти Виктора Цоя возникли серьёзные разногласия в отношении авторских прав на творчество группы «Кино». По словам Александра Липницкого, нарушались права третьих лиц со стороны вдовы Цоя и фирмы звукозаписи «Moroz Records». При этом использовались хитрые схемы. В конечном итоге, музыканты «Кино» и другие заинтересованные лица утратили свои права на творчество группы, а Марианна Цой платила им деньги несколько лет (что не являлось полноценной компенсацией). Липницкий отобразил такую сторону истории легендарного коллектива, «чтобы была восстановлена историческая справедливость».
Впервые музыканты «Кино» заявили о своих правах на аудиозаписи группы в 2001 году. С 1990 года все авторские гонорары от использования творческого наследия группы «Кино» получала вдова Марианна Цой, которая передала доставшиеся ей авторские права компании «Moroz Records». В 2001 году Каспарян, Гурьянов и Тихомиров решили, что это ущемляет их права как музыкантов, и подали иск к родителям Виктора Цоя и Марианне в один из районных судов Санкт-Петербурга. В нём они требовали признать их соавторами аранжировок песен и выплатить причитающиеся им авторские гонорары. Тем не менее отсудить что-либо им так и не удалось.
Вторую попытку музыканты предприняли в Москве в 2003 году, обратившись в юридическую компанию «Городисский и партнёры», профессионально занимающуюся защитой интеллектуальной собственности. Николай Зорин, юрист компании «Городисский и партнёры»:
После распада коллектива вопрос о авторских и смежных правах на песни группы «Кино» остался неурегулированным. Новый иск — на этот раз не к Марианне Цой, а к компании «Мороз мьюзик», более известной как «Мороз рекордз», будет подан в конце этой или начале следующей недели… Налицо длящееся нарушение, не имеющее элемента оконченности: «Мороз» продолжает нарушать права наших клиентов, это дает нам все основания для судебного разбирательства.
В апреле 2018 года отец Виктора Цоя, Роберт Цой, выиграл суд с компанией «Moroz Records» и права на песни музыканта у компании были изъяты. В 2021 году компания потребовала 13,4 миллиона рублей у Александра Цоя (сына Виктора Цоя) за авторские права на песни его отца.

## Состав
Текущий состав
- Юрий Каспарян — соло-гитара, бэк-вокал (1983—1991, 2012, 2019—наст. время);
- Александр Титов — бас-гитара, бэк-вокал (1984—1985, 2019—наст. время).
- Игорь Тихомиров — бас-гитара, бэк-вокал (1985—1991, 2012, 2019—наст. время).

Сессионные музыканты
- Дмитрий Кежватов — акустическая гитара, бэк-вокал (2020—наст. время)
- Олег Шунцов — ударные (2020—наст. время)

Бывшие участники
- Виктор Цой — вокал, ритм-гитара, акустическая и 12-струнная гитара (1981—1990; его смерть); бас-гитара (1981—1983)
- Алексей Рыбин — соло-гитара (1981—1983);
- Олег Валинский — ударные (1981);
- Георгий Гурьянов — драм-машина, ударные, бэк-вокал (1984—1991, 2012); (умер в 2013);

Кроме перечисленных на схеме, в 1985—1988 годах вместе с «Кино» играли многие их приятели и знакомые: Алексей Вишня, Юрий Лебедев, Дмитрий Анашкин («Электростандарт», «Оркестр А»), Игорь Борисов («Цивилизации Z», «Нате!») — гитары; Андрей Крисанов — бас (умер в 2018); Дмитрий Павлов, Андрей Сигле, Сергей Курёхин — клавишные (умер в 1996); Роман Баринов, Сергей Бугаев — барабаны, перкуссия; Джоанна Стингрей — бэк-вокал. В свою очередь, многие из музыкантов группы были участниками проекта «Поп-механика».
Временная шкала

## Музыкальный стиль
Музыка «Кино», написанная преимущественно Виктором Цоем, близка к стилистике постпанка и новой волны, хотя сам он не раз отождествлял свой жанр с бит-музыкой и поп-музыкой. Звучание группы было по-хорошему модным: они внимательно и заинтересованно наблюдали за развитием музыкального процесса на Западе и стремились найти в своём творчестве применение наиболее интересному из услышанного. Песни всегда отличало обилие свежих мелодических находок — романтико-героическая патетика текстов соседствовала с реалистическими зарисовками с натуры, сдержанной иронией и характерным сардоническим юмором. По словам Анатолия Гуницкого, стиль «Кино» напоминает зрелый «T. Rex» — ритмическим однообразием и лаконизмом инструментальных партий, а также запоминающейся, навязчивой мелодикой. Тематика текстов чаще всего затрагивает проблемы человека, вступившего в противоборство с окружающими его обстоятельствами — обозреватель журнала «Ровесник» сравнил музыку Цоя со злым воплем городского партизана, ненавидящего испоганенный мир, в котором ему приходится жить. Несмотря на это, все песни далеки от политических лозунгов; отвечая на вопрос об отсутствии социально-политических тем, Цой отметил, что относится к своим песням как к художественным произведениям и не желает заниматься публицистикой.
Источниками вдохновения критики считают группы The Cure, Duran Duran, R.E.M., The Smiths (в период «Это не любовь»), The Sisters of Mercy. Во многом на стиль Цоя повлияли его знакомые, музыканты групп «Аквариум», «Зоопарк» и «Телевизор», отмечается взаимное влияние с группой «Алиса». Вокальная манера Цоя напоминает стиль Иэна Кёртиса, вокалиста группы Joy Division. Пластика поведения на сцене навеяна впечатлениями от фильмов с Брюсом Ли, часто пересматриваемых участниками группы в гостях у друзей.

## «Киномания»

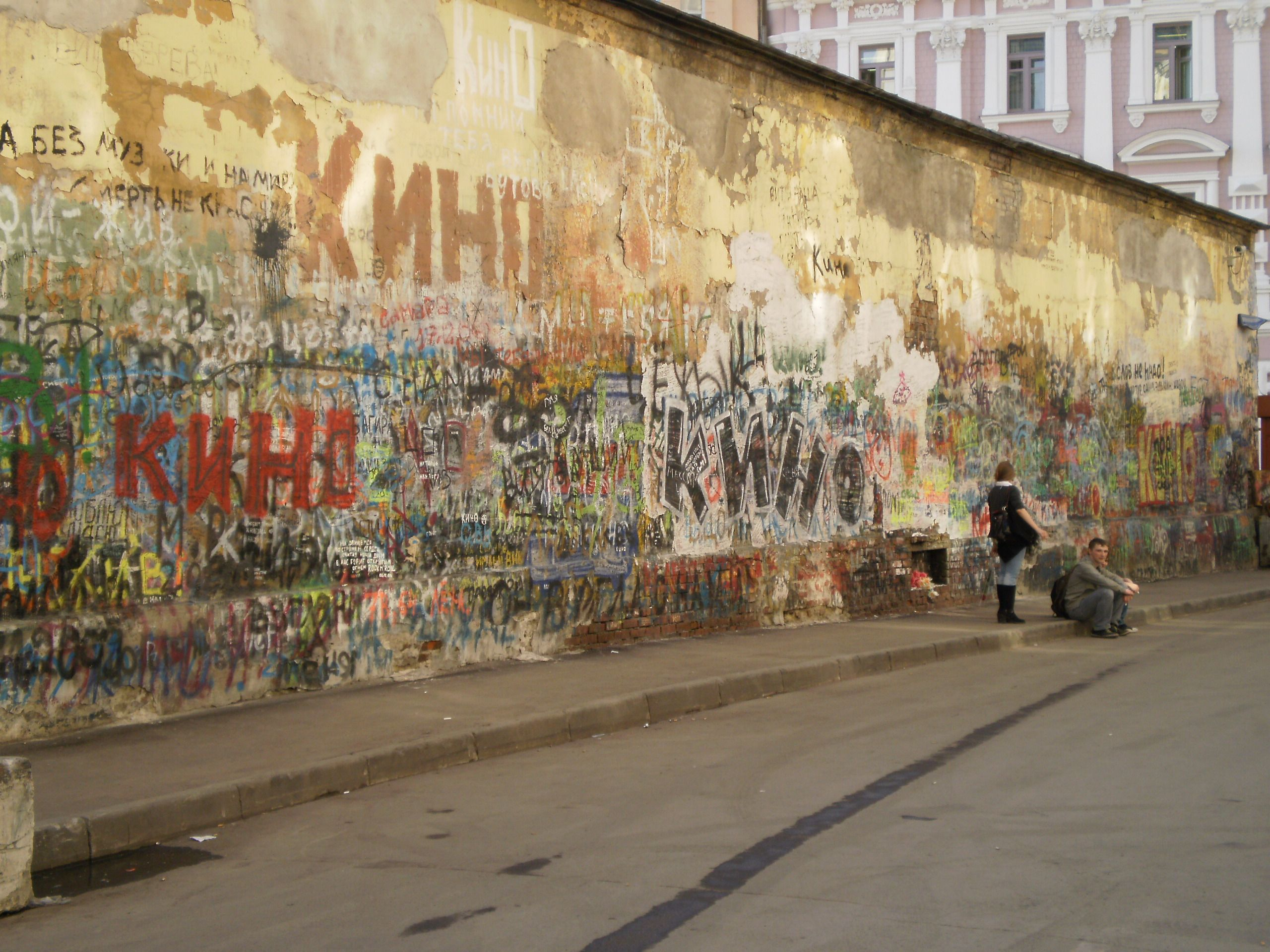
«Стена Цоя» в Москве

Песни «Кино» среди любителей русского рока остаются популярными по сей день. Считается, что смерть Цоя даже способствовала популяризации группы, создав своего рода культ трагически погибшего героя. Тем не менее авария произошла на пике популярности «Кино», что привело к катализации феномена «киномании». В Кривоарбатском переулке (Москва) появилась «стена Цоя», которую поклонники группы исписали надписями наподобие «Кино», «Цой жив», а также цитатами из песен и признаниями в любви к музыканту. Представители властей и некие неформальные организации неоднократно пытались закрасить стену, но до сих пор многие фанаты со всей России и стран ближнего зарубежья продолжают паломничество к этому мемориалу, приносят цветы, вешают плакаты и добавляют новые надписи.
Котельная «Камчатка» (улица Блохина, 15), в которой Цой больше года (с осени 1986 до января 1988) работал кочегаром, также стала объектом паломничества. В 2001 году здание было выкуплено коммерческой компанией, и легендарный подвал планировалось уничтожить, однако Валентина Матвиенко посетила это место и распорядилась о сохранении котельной, а также о создании здесь музея Виктора Цоя и его финансировании из городского бюджета. В Киеве, на озере Тельбин, где снимался короткометражный фильм «Конец каникул», до настоящего времени растут старые ивы, которые видны в кадрах фильма, и это место является культовым для украинских фанатов.
Летом 2011 года к 30-летию рок-группы в посёлке Морское (Крым) — на месте, где в 1981 году стояла палатка будущих музыкантов группы судакским рок-клубом — был установлен памятный знак в виде гитары с мемориальной доской.

## Отражение в культуре
Будучи одной из самых ярких советских групп второй половины 1980-х, «Кино» оказало большое влияние на становление многих молодых коллективов, и, в определённой степени, продолжает оказывать влияние до сих пор. Деятели музыки, знавшие Виктора Цоя лично или просто являвшиеся поклонниками его группы, высказывали своё уважение не только в интервью, но и непосредственно в творчестве. Хороший тому пример — проект «КИНОпробы», двойной трибьют-альбом, состоящий из кавер-версий, выполненных самыми известными рокерами постсоветского пространства. Альбом вышел осенью 2000 года и сопровождался масштабными стадионными концертами в Москве и Санкт-Петербурге.

Группа «Кино» — это группа феноменальная, и то, что за время, прошедшее после смерти Цоя, она не стала менее популярной — это удивительная вещь. Если проводить какие-то аналогии с западными, то можно вспомнить «Doors», «Beatles» — группы, которые никак не стареют со временем. У всех этих групп были какие-то универсальные достоинства, которые с годами не то что не тускнеют, а становятся ещё более отчётливыми. Скажем, если говорить о «Beatles» — то это фантастические мелодии, хотя, естественно, их лирика сейчас звучит очень наивно. Но их мелодии, их музыка, — вечны и классичны. Если говорить о «Doors» — то это как раз лирика Джима Моррисона, его удивительный голос, его феерическая, харизматическая фигура. Что же касается Цоя, то он объединил в каком-то смысле и то, и другое достоинства.— Артемий Троицкий
Константин Кинчев, друживший с Цоем, на концертах «Алисы» нередко исполняет «Песню без слов», «Транквилизатор» и «Спокойную ночь». «Алисоманы» даже придумали свой ритуал: во время исполнения песни «Спокойная ночь» они садятся на корточки и зажигают зажигалки, а на словах «Тем, кто ложится спать — спокойного сна» все разом встают. В 2008 году Кинчев посвятил памяти друга целый альбом «Пульс хранителя дверей лабиринта» (в этом контексте под «хранителем лабиринта» подразумевается сам Цой).
Илья Чёрт, лидер группы «Пилот», признавался, что альбом «Ч/б» сознательно записывался в стиле «Кино»: «Мне стало обидно, что в нашей стране существуют тысячи команд, которые копируют группу „Nirvana“. Ведь такая музыка и стилистика абсолютно вторичны. А отечественный исполнитель Виктор Цой родился и умер — и никто его дело не продолжает. А у его музыки — российские корни». В 2000 году Рикошет, лидер группы «Объект насмешек», выпустил сборник ремиксов на песни с «Последнего героя», получивший название «Виктор Цой: Печаль».
В октябре 2010 года в Москве и Санкт-Петербурге прошёл фестиваль «20 лет без „Кино“», где их песни вновь прозвучали в исполнении главных рокеров страны — групп «Алиса», «Ю-Питер», «Король и шут», «Пикник», «Кукрыниксы», «Пилот» и др.
16 декабря 2010 года в Crocus City Hall состоялся концерт «Музыка „Кино“ для оркестра», в рамках которого симфонический оркестр «Глобалис» при участии Каспаряна отыграл 30 композиций группы в оркестровых версиях. Автором аранжировок выступил музыкант Игорь Вдовин.
31 декабря 1999 года «Наше радио» огласило список «100 лучших песен русского рока в XX веке», составленный на основе выбора радиослушателей. «Кино» с десятью песнями («Группа крови», «Звезда по имени Солнце», «В наших глазах», «Последний герой», «Хочу перемен!», «Пачка сигарет», «Спокойная ночь», «Восьмиклассница», «Война» и «Закрой за мной дверь») имеет в нём наибольшее представительство, причём «Группа крови» в общем списке почётно занимает позицию № 1. «Комсомольская правда», в соответствии с опросом читателей, назвала «Кино» второй по влиятельности группой за всю историю отечественного рока. Кроме того, «Группа крови» попала в список «40 песен, изменивших мир», составленный редакцией русскоязычной версии журнала «Rolling Stone» в 2007 году.
В апреле 2011 года известный русский бизнесмен Олег Тиньков приобрёл права на песню «Дальше действовать будем мы» для новой рекламной кампании своего банка «Тинькофф Кредитные Системы»; песня стала корпоративным гимном банка, а сама фраза — слоганом. Кроме того, композиция звучит во время телепрограммы «Бизнес-секреты с Олегом Тиньковым». По некоторым источникам, стоимость сделки составила один миллион долларов США, хотя сам предприниматель частично опроверг эту информацию в своём блоге.

## Критика творчества группы
- Дмитрий Быков, анализируя[138] поэзию Виктора Цоя, отмечал:

… большинство его песен — маршеобразны, а главной темой стала война … его герой чаще всего говорит о себе «мы» … его поэтика — предельное упрощение главных мотивов и приёмов позднесоветской поэзии; это не примитив, но очень сильная редукция … сообщает самые общие сведения, которые можно понимать как угодно … у него очень простые, самые общие слова и почти элементарная музыка

## Дискография
| Студийные альбомы - 1982 — «45» - 1983 — «46» - 1984 — «Начальник Камчатки» - 1985 — «Это не любовь» - 1986 — «Ночь» - 1988 — «Группа крови» - 1989 — «Звезда по имени Солнце» - 1991 — «Чёрный альбом» Перезаписи - 1989 — Le Dernier Des Héros («Последний герой») - 2022 — «12 22» - 2024 — «Это не любовь (Remake 2024)» (перезапись альбома «Это не любовь») Синглы - 1987 — «Из альбома Начальник Камчатки» - 1988 — «Из альбома Ночь» - 1989 — Maman - 2018 — «Атаман» - 2019 — «Перемен» - 2019 — «Вопрос/Место Для Шага Вперёд» - 2020 — «Следи за собой». - 2021 — "Нам с тобой/Кукушка (премикс) - 2022 — «Любовь к оружию» (с Женей Фёдоровым) - 2022 — «Проснись, Это Любовь/Город» Звуковые приложения к журналам: - 1989 — «Русский язык за рубежом» № 1 - 1989 — «Клуб и художественная самодеятельность» - 1989 — «Народное творчество» № 9 - 1990 — «Кругозор» № 7/90 Сборники - 1992 — «Неизвестные песни» - 1996 — «Легенды русского рока. Кино» - 1999 — «Лучшие песни 82—88 и 88—90» - 2000 — «История этого мира» - 2001 — «Grand Collection» - 2002 — «Кино в кино» - 2002 — «Последние записи» - 2017 — «Виктор Цой 55» - 2018 — «Легенда» - 2020 — «Любовь — это не шутка» (запись 1986 года) - 2021 — «Кинохроники 2021/1982» На советских сборниках - 1987 — «АССА» - 1989 — «Хит-парад Александра Градского» На зарубежных сборниках - 1986 — Red Wave - 1986 — 4 Selections From Red Wave - 1987 — Rocking Soviet - 1988 — МИР: Reggae From Around the World - 1989 — Epoka Dla Nas | Концертные альбомы - 1996 — «Концерт в рок-клубе» (2CD) (записи 1984—1986 годов) - 2002 — «Первые записи» («Гарин и гиперболоиды») - 2002 — Live. 1988—1990 (2CD) - 2002 — «Концерт в Дубне. 1987» - 2004 — «Неизвестные записи» (4CD) - 2021 — «Кино в Севкабеле» - 2021 — «Кино в Дании. Христания, фестиваль „Next Stop Sovjet“. 14.01.1989» - 2022 — «Спасём мир» (концерт в Ленинградском дворце молодёжи 19 октября 1986 года, специальный гость — Джоанна Стингрей) - 2022 — «Каретный ряд» (домашний акустический концерт у Александра Липницкого 25 июля 1982 года) Концертные альбомы Виктора Цоя - 1994 — «Акустический» («квартирник» в Москве. Весна 1987 года) - 1996 — «Акустический концерт» (переиздание альбома «Акустический» дополненное ещё 11-ю песнями) - 1996 — «12-13 января 1985 года, Москва» (Майк и Цой, 2CD) - 1998 — «Майк Науменко. Виктор Цой» (2CD) - 1998 — «Исполнение разрешено» (концерт в Сосновом Бору, Б. Гребенщиков, М. Науменко, В. Цой, 15.12.1984, 2CD) - 1999 — «Песни под гитару» («квартирник» 1984 года) - 2009 — «Ленинград 1984» (Майк и Цой, 2CD) - 2024 — «Желтые Воды. Акустика 1987» (2CD) Трибьюты - 2000 — «КИНОпробы» (2CD) - 2002 — «День рождения Виктора Цоя» - 2010 — «КИНОпробы. Рэп-трибьют» - 2010 — «20 лет без Кино» - 2014 — «Спасём Мир. Tribute To Tsoy 2014» - 2014 — Алексей Вишня — «Вишнёвое кино» (сингл) - 2017 — «Мы вышли из Кино» - 2022 — «Мы вышли из Кино 2» Ремиксы - 2000 — «Виктор Цой: Печаль» - 2009 — «Ремиксы» Саундтреки - 1988 — «Игла. Саундтрек к фильму» - 2001 — «Сёстры. Саундтрек к фильму» - 2010 — «Игла Remix. Саундтрек к фильму» - 2018 — «Лето. Саундтрек к фильму» (трибьют) Сайд-проекты - 1987 — музыканты «Кино» и дуэт «Новые композиторы» — альбом Start - 2001 — музыканты «Кино» и «Вячеслав Бутусов» — Звёздный Падл - 2012 — «Симфоническое кино» — «Виктор Цой — 50» - 2018 — «Симфоническое Кино» — «СимфониК» - 2021 — «Гарин и Гиперболоиды» Алексея Рыбина — «Экстрада», 5 композиций |

## Видеография

### Концертные видео
- 1984 — Концерт в 30-й спецшколе, Москва, 29 января (одиночный акустический концерт).
- 1986 — Концерт в ДК «МИИТ», Москва, фестиваль МРЛ «Движение в сторону весны», 8 июня.
- 1986 — Концерт в ЛДМ, Ленинград, фестиваль «Спасём мир», 19 октября.
- 1986 — Концерт в ДК «Связи», Ленинград (Виктор Цой и Юрий Каспарян), декабрь.
- 1986 — Концерт в кафе «Метелица», Москва, 6 декабря.
- 1986 — Концерт в ЛРК, Ленинград. День рождения Константина Кинчева, 25 декабря.
- 1987 — Концерт в Литве, Вильнюс, фестиваль «Литуаника», 19-24 мая.
- 1987 — Концерт на V фестивале ЛРК в ЛДМ, июль (съёмка двумя кинокамерами и одной видеокамерой).
- 1987 — Концерт в Москве, клуб «ПРОК», 9 июля.
- 1987 — Концерт в ДК «Первомайский», Ленинград, 1 ноября (съёмка тремя видеокамерами).
- 1988 — Концерт памяти А. Башлачёва, ЛРК, 20-21 февраля
- 1988 — Концерт в ДК «Железнодорожников», 25 апреля (одиночный акустический концерт).
- 1988 — Концерт в ДК «МЭЛЗ», 17 апреля.
- 1988 — Концерт в ЛДМ «Новая волна», Ленинград, 17-18 мая (одиночный акустический концерт).
- 1988 — Концерт в СКК им. В. И. Ленина, Ленинград, 28 октября (съёмка для концертного клипа «Перемен»)
- 1988 — Концерт памяти А. Башлачёва, Москва, 20 ноября.
- 1989 — Концерт в Дании, Копенгаген, благотворительный фестиваль «Net-stop», 14 января.
- 1989 — Концерт в Алма-Ате, 2-5 февраля.
- 1989 — Концерт в Минске, 5 мая.
- 1989 — Концерт в Свердловске, май (запись хранится в архиве Натальи Разлоговой).
- 1989 — Концерт в Витебске (летний амфитеатр), 9-11 мая.
- 1989 — Концерт в Харькове, стадион «Металлист» 21-22 сентября.
- 1989 — Концерт в УДС «Крылья Советов», Москва, 27-29 октября (часть клипа на песню «Стук»).
- 1990 — Концерт в США, Парк-Сити, фестиваль «Sundance Film Festival», 25 января.
- 1990 — Концерт в Перми, УДС «Молот», 16 марта.
- 1990 — Концерт в Уфе, 8 апреля.
- 1990 — Концерт в Москве, СК «Олимпийский», 5 мая.
- 1990 — Концерт в Ангарске, 25-26 мая.
- 1990 — Концерт в Иркутске, стадион «Труд», 27-28 мая.
- 1990 — Концерт в Братске, стадион «Металлург», 31 мая.
- 1990 — Концерт в Донецке, фестиваль «МузЭко-90», 2-3 июня.
- 1990 — Концерт в Архангельске, Дворец Спорта Профсоюзов, 16-17 июня.
- 1990 — Последний концерт группы «Кино», БСА «Лужники», 24 июня (версия «Moroz Records»).
- 1990 — Песни, не вошедшие в последний концерт группы «Кино», 24 июня (версия «Sorec Video»).
- 2021 — «КИНО в Севкабеле» 31 января 2021.
- 2023 — «Кино 2021 Live — Концерт в ЦСКА Арене 15.05.2021»

### Концерты, изданные после распада группы
- 2007 — Концерт в Алма-Ате.
- 2007 — Концерт в СК «Олимпийский».
- 2008 — Концерт в Донецке.

### Концертные трибьют-видео других исполнителей
- 1992 — Концерт, посвящённый памяти Виктора Цоя, передача «Последний вечер».
- 1996 — «Солнечные дни».
- 2000 — Концерт, посвящённый «КИНОпробы» памяти Виктора Цоя, 17 ноября.
- 2002 — Последний концерт Виктора Цоя.
- 2006 — «Просто хочешь ты знать».
- 2009 — Юрий Каспарян и Мои друзья — КИНОмания 21 июня.
- 2010 — Концерт, посвящённый памяти Виктора Цоя, «От Камчатки до небес!».
- 2019 — Песня «Группа крови» в исполнении американской метал-группы Metallica на концерте в московских Лужниках[146][147].
- 2020 — «Симфоническое Кино. Музыкальное гостиная»

### Видеоклипы
1. 1985 — «Фильмы» (Лен. ТВ)
2. 1985 — «Видели ночь» (Д. Стингрей)
3. 1985 — «Фильмы» (Д. Стингрей)
4. 1987 — «В наших глазах»
5. 1987 — «Война»
6. 1989 — «Звезда по имени Солнце»
7. 1989 — «Пачка сигарет»
8. 1989 — «Стук»
9. 1989 — «Песня без слов»
10. 1989 — «Невесёлая песня»
11. 1989 — «Печаль»
12. 2012 — «Атаман». Была найдена неизвестная запись Виктора Цоя, после чего участники группы собрались вместе и записали композицию.
13. 2020 — «Попробуй спеть вместе со мной»
14. 2022 — «Закрой за мной дверь» (версия из альбома-сборника «12 22»)
15. 2025 — «Звезда» (анимационный)

Связанные
1. 1989, Джоанна Стингрей — Feeling, песня из мини-альбома Stingray с участием музыкантов «Кино».
2. 1999, группа «Легальный бизне$$» — «Пачка сигарет». Клип и песня содержат семпл из одноимённой песни «Кино».
3. 2010, группа «Ю-Питер» — «Дети минут». Песня на стихи Цоя, в записи принял участие Юрий Каспарян, в клипе присутствуют кадры с Цоем[67]

#### Видеоигры, в которых играют песни группы «Кино»
- 2008 — Grand Theft Auto IV — «Группа крови» (радио «Vladivostok FM»; песня была вырезана из игры в 2018 году из-за истечения прав на использование)[148].
- 2013 — «Поезд» (С.Носков) — «Хочу Перемен» (Начало игры, «Связь с машинистом»)
- 2019 — Metro Exodus — «Хочу Перемен», «Песня без слов», «Алюминиевые огурцы», «Следи за собой» (радиостанция в поезде), «Закрой за мной дверь я ухожу» (магнитофон в храме, в Тайге и на радиостанции), «Музыка волн» (свадьба Кати и Степана, начало главы «Тайга» — магнитофон на дрезине и на радиостанции).
- 2023 — Atomic Heart — «Хочу Перемен», «Звезда по имени Солнце».